# Het goddeloze tolhuis

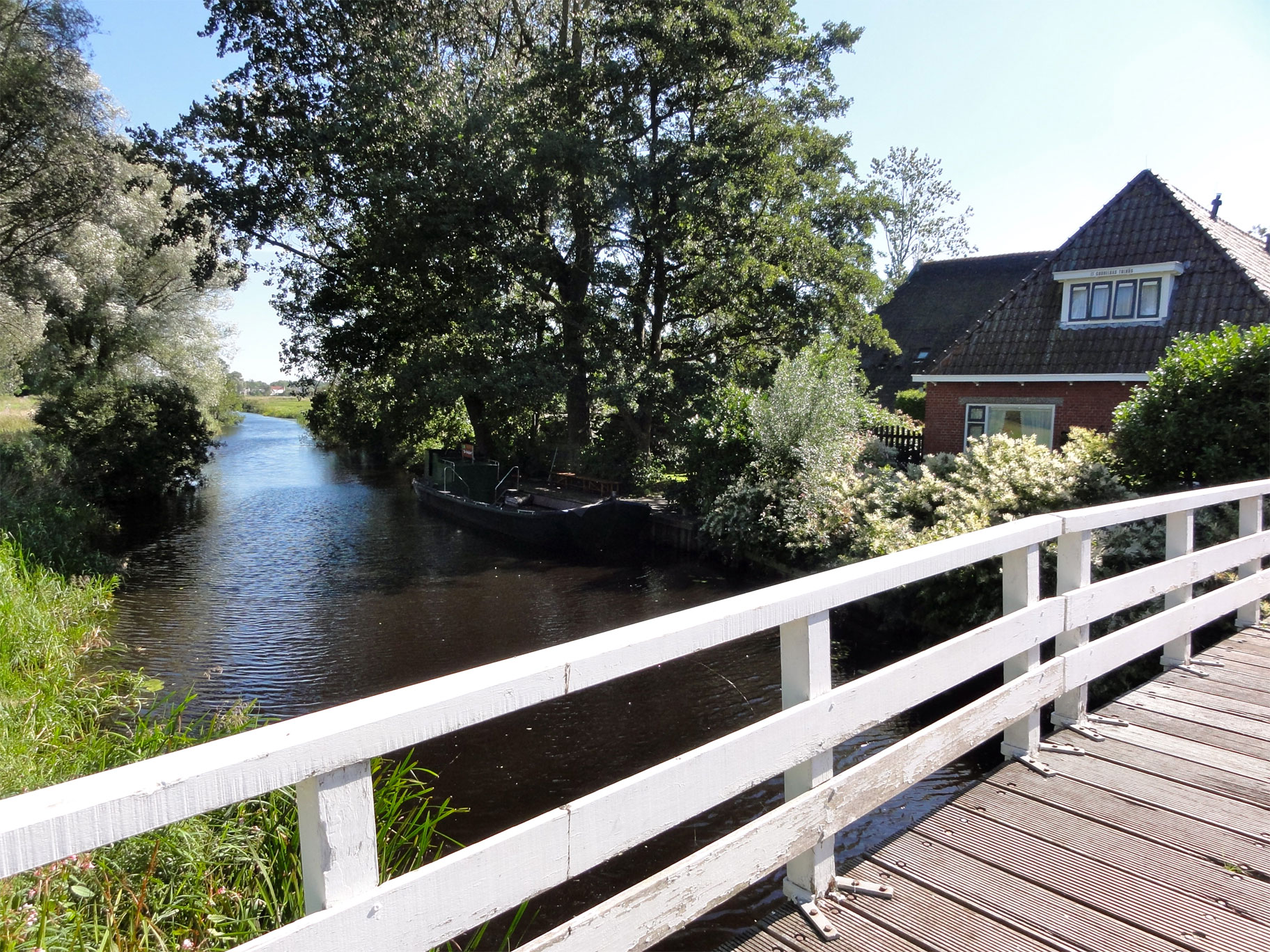
Het goddeloze tolhuis aan de Valomstervaart

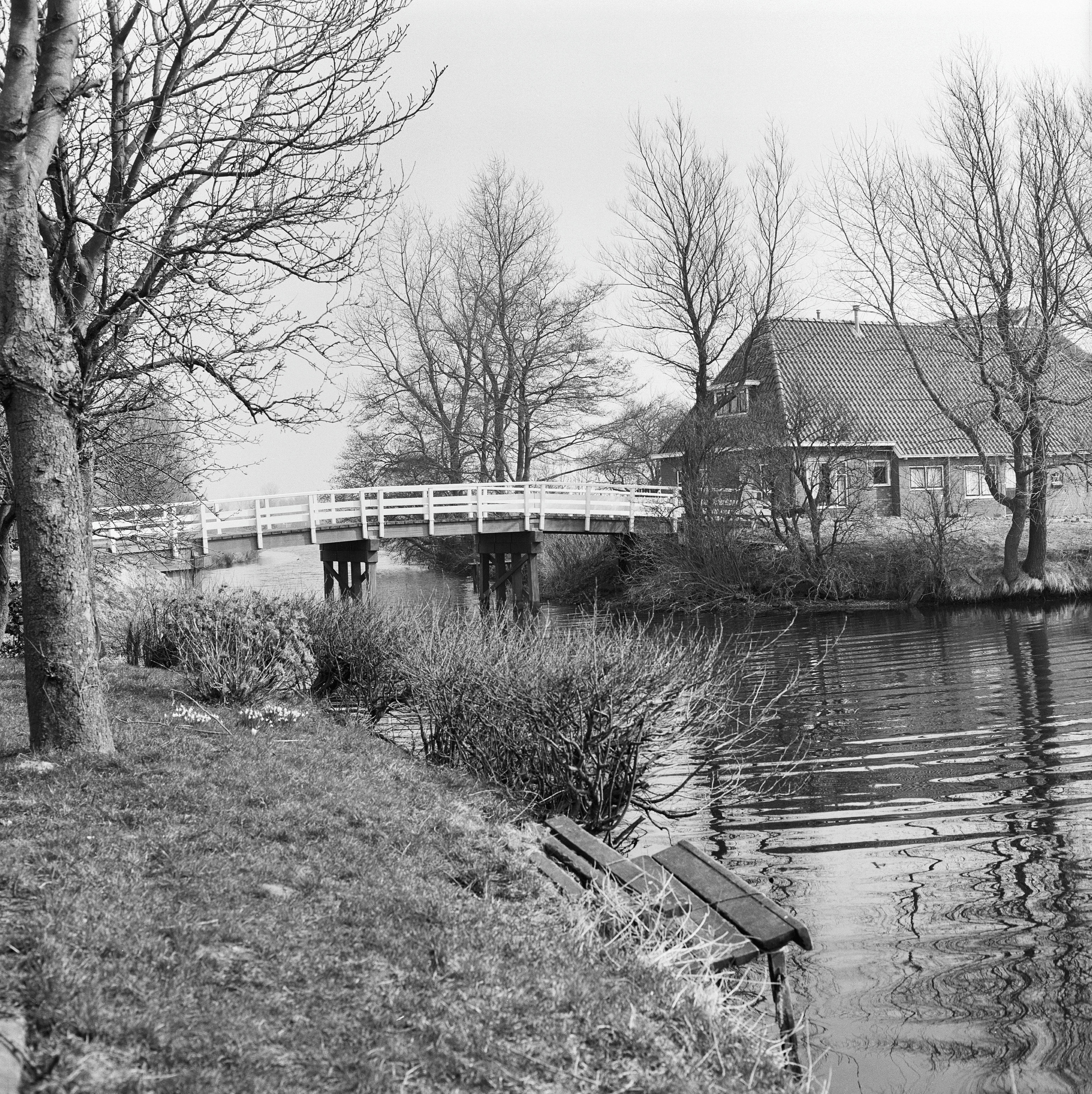
De brug in 1984

Het goddeloze tolhuis (Fries: It goddeloas tolhûs) is een voormalig tolhuis aan de Goddeloze Singel langs de Valomstervaart in de Nederlandse provincie Friesland, vallende onder het dorp Veenwouden. Het tolhuis is rond 1934/35 afgebroken, maar het huidige op die plek staande gebouw, een boswachterswoning, draagt dezelfde naam. De naam Goddeloze tolhuis werd al in het begin van de 18e eeuw gebruikt. Er doen tientallen spookverhalen de ronde over zowel het tolhuis als de bijbehorende de Goddeloze Singel en het bruggetje de Skilige Piip.

## Spookverhalen
In vroeger tijden zou dit een ongure plek geweest zijn. Een volkslegende vertelt van een visser, hij deed niets anders dan vloeken. Toen hij na een ziekbed overleed werd hij bij het tolhek gevonden met zijn hoofd achterstevoren op zijn romp gezet. Volgens het volksverhaal zou dat het werk van de duivel zijn geweest. In een andere sage wordt gezegd dat er een schaatser verdronken zou zijn. Hij schreeuwde om hulp van de bewoners. Hoewel zij hem hoorden hielpen zij hem niet. Er is een verhaal bekend van een drietal in een bootje waarvan twee de derde man buiten de boot wierpen, en hem onder het schip duwden zodat hij niet kon roepen en spoedig verdronk. Een ander verhaal vertelt dat een tierende visser ooit bij het tolhuis door de duivel zelf te grazen is genomen. Hij werd gevonden met het hoofd achterstevoren op zijn romp. Tevens werd bij het herstellen van de brug ooit een geraamte gevonden. Toen men de tolgaarder daarbij om opheldering vroeg, sloeg hem de angst om het hart en hing zichzelf op.
Tolgaarder Gerben Klases Boskma (1772-1849), bewoner van het Goddeloze tolhuis vanaf 1812, had ook een behoorlijk aandeel in de slechte reputatie van de omgeving. Gerben zou een ruwe, onverschillige kerel geweest zijn. Mensen die niet betaalden werden hardhandig aangepakt. Eens zou hij zelfs zijn eigen vrouw hebben beschoten. Het geweer ketste echter en dat redde het leven van zijn vrouw. Zijn dochter Sjoukje is met haar man en twee jonge kinderen eind december 1824 verdronken, niet ver van het Tolhuis, nadat ze van een bezoek aan hun vader per bootje op huis aan gingen.De volgende tolgaarder was vanaf 1846 zijn schoonzoon Romke Harkes van der Meulen (1792-1870). In november 1869 verdronken zijn twee zonen, onder invloed tijdens een storm, in de Houtwiel. Dit was niet ver van het tolhuis, en volgens overlevering zouden Romke en zijn vrouw het hulpgeroep van hun kinderen hebben aangehoord.
Omstreeks 1900 zou er een weduwe gewoond hebben in het tolhuis, die de mannelijke voorbijgangers niet alleen een slokje verkocht, maar ook een "winkeltje onder haar rokken" had. Ze zou wel twaalf kinderen gekregen hebben, van wie een aantal een onbekende vader zou hebben.
Ook in het werk van de schrijver Theun de Vries, die in deze streek woonde, komen het Goddeloze tolhuis en de Goddeloze Singel voor.